# Lill-Valtjärnen, Härjedalen
Lill-Valtjärnen är en sjö i Härjedalens kommun i Härjedalen och ingår i Ljusnans huvudavrinningsområde. Sjön har en area på 0,0505 kvadratkilometer och ligger 834,3 meter över havet.

## Delavrinningsområde
Lill-Valtjärnen ingår i det delavrinningsområde (693491-135211) som SMHI kallar för Mynnar i Rändan. Medelhöjden är 823 meter över havet och ytan är 11,85 kvadratkilometer. Räknas de 2 avrinningsområdena uppströms in blir den ackumulerade arean 19,36 kvadratkilometer. Vattendraget som avvattnar avrinningsområdet har biflödesordning 3, vilket innebär att vattnet flödar genom totalt 3 vattendrag innan det når havet efter 355 kilometer. Avrinningsområdet består mestadels av skog (69 procent), sankmarker (17 procent) och kalfjäll (13 procent). Avrinningsområdet har 0,05 kvadratkilometer vattenytor vilket ger det en sjöprocent på 0,4 procent.